# أندرو دافيسون
أندرو دافيسون هو سياسي كندي، ولد في 18 ديسمبر 1886 في المملكة المتحدة، وتوفي في 6 أبريل 1963 في فانكوفر في كندا. انتخب عضو الجمعية التشريعية ألبرتا.